# 스티비 영
스티비 영(Stevie Young, 1956년 12월 11일 ~ )은 오스트레일리아의 기타리스트이다. 하드 록 밴드 AC/DC의 기타리스트인 앵거스 영, 말콤 영 형제의 조카(영 형제의 맏형 알렉산더 영의 아들)에 해당하고, 1988년에는 AC/DC의 미국 투어에서는 말콤의 대역으로 무대에 올라가기도 했다.